# Колючник Биберштейна
Колючник Биберштейна (лат. Carlina biebersteinii) — вид травянистых цветковых растений рода Колючник (Carlina) семейства Астровые, или Сложноцветные (Asteraceae).

## Ботаническое описание
Двулетнее травянистое растение. Корень веретенообразный, слегка разветвлённый, длиной до 12 см. На первом году формируется розетка со спирально расположенными листьями; на втором — развивается прямостоячий, паутинисто-опушённый стебель высотой 20-70 см, иногда ветвящийся в верхней части, с очерёдным листорасположением.
Розеточные листья стелющиеся, ланцетные или ланцетно-линейные, длиной 1,5-12,5 см, шириной — 0,5-1,2 см, сверху зелёные, почти голые, снизу покрыты паутинисто-войлочным опушением серовато-серебристого цвета. Листовая пластинка по краю слегка зазубрена, каждый зубчик заканчивается реснитчатообразным шипом. Нижние стеблевые листья черешковые, длиной 7-10 см, шириной 0,7-0,9 см; средние сидячие, длиной 4,5-9 см, шириной 0,4-0,8 см; верхние — сидячие, длиной 2,5-2,6 см и шириной около 0,6 см.
Трубчатые, обоеполые цветки собраны в одиночные или щитовидные корзинки. Венчик тёмно-пурпурный.
Семянки продолговатые, цилиндрические, опушённые. Волоски хохолка в два-четыре раза длиннее семянки, при основании сросшиеся в плёнчатые пучки.

## Распространение
Распространён от юга Скандинавского полуострова до Балкан.
Растёт на сухих склонах и насыпях, в кустарниковых зарослях, сосновых лесах.

## Хозяйственное значение и применение
В народной медицине при испуге поят отваром или окуривают дымом.
В официальной медицине используют при гипотоническом состоянии, больших физических нагрузках, дисфункциях высшей нервной деятельности. Препараты из семян и цветков оказывают стимулирующее действие на мышечную ткань, повышая тонус и работоспособность. При многократном введении наблюдается противовоспалительное действие.

## Классификация

### Таксономия[1]
Carlina biebersteinii Bernh. ex Hornem., 1819, Hort. Bot. Hafn. Suppl. 94
Вид Колючник Биберштейна относится к роду Колючник (Carlina) семейства Астровые (Asteraceae) порядка Астроцветные (Asterales). Кладограмма в соответствии с Системой APG IV:
|  |                                      |  |                                   |                                   |                    |  | ещё 10 семейств | ещё 10 семейств |                      |  |  |  | еще 31 подтвержденный и 36 в статусе "непроверенных" видов и инфравидовых таксонов |
|  |                                      |  |                                   |                                   |                    |  | ещё 10 семейств | ещё 10 семейств |                      |  |  |  | еще 31 подтвержденный и 36 в статусе "непроверенных" видов и инфравидовых таксонов |
|  |                                      |  |                                   | порядок Астроцветные              |                    |  |                 |                 | род Колючник         |  |  |  |                                                                                    |
|  |                                      |  |                                   | порядок Астроцветные              |                    |  |                 |                 | род Колючник         |  |  |  |                                                                                    |
|  | отдел Цветковые, или Покрытосеменные |  |                                   |                                   | семейство Астровые |  |                 |                 | Колючник Биберштейна |  |  |  |                                                                                    |
|  | отдел Цветковые, или Покрытосеменные |  |                                   |                                   | семейство Астровые |  |                 |                 |                      |  |  |  |                                                                                    |
|  |                                      |  | ещё 63 порядка цветковых растений | ещё 63 порядка цветковых растений |                    |  |                 | ещё 1804 рода   | ещё 1804 рода        |  |  |  |                                                                                    |
|  |                                      |  |                                   | ещё 63 порядка цветковых растений |                    |  |                 |                 | ещё 1804 рода        |  |  |  |                                                                                    |

### Инфравидовые таксоны
- Carlina biebersteinii subsp. biebersteinii  Hornem.
- Carlina biebersteinii subsp. brevibracteata  (Andrae) K.Werner
- Carlina biebersteinii subsp. brevibracteata  (Andrae) Meusel & Kästner
- Carlina biebersteinii subsp. sudetica  Kovanda
- Carlina biebersteinii var. fennica  Meusel & Kästner

### Синонимы
- Carlina biebersteinii var. biebersteinii
- Carlina longifolia var. longifolia
- Carlina longifolia var. pontica  Boiss.
- Carlina vulgaris subsp. longifolia  Nyman
- Carlina vulgaris subsp. stricta  (Rouy) Domin
- Carlina vulgaris var. leptophylla  Griess.
- Carlina vulgaris var. longifolia  Korsh.
- Carlina vulgaris var. longifolia  Grab.
- Carlina vulgaris var. microcephala  Ledeb.